# Гетсиманска градина
Гетсиманската градина в наши дни е неголяма градина (47 x 50 м) в местността Гетсимания (гр. Γεθσημανί, Gethsēmanē; от иврит: גת שמנים, Gat-Šmânim‎; арамейски: גת שמנא; класически сирийски: ܓܕܣܡܢ, Gat Šmānê, букв. „маслинови насаждения“), традиционно почитана като мястото, където Иисус Христос се моли в нощта на залавянето Му.
Днес в градината растат 8 много стари маслинови дървета, чиято възраст според някои данни е над 2000 г.  По времето на Иисус Христос целият скат към долината Кедрон на западния скат на Елеонския хълм е бил залесен с маслини. Мястото се намира източно от стария Йерусалим.

## Страстите Христови
Гетсиманската градина е сред култовите места, свързани със Страстите Христови. Това обстоятелство я прави интересен религиозен и туристически обект.

## История
От евангелията е известно, че тук в деня на предателството на Юда Искариотски (Велики четвъртък) Иисус произнася Гетсиманската молитва.
През IV век тук е построена византийска църква, която по време на последната Персийско-византийска война 602-628 е разрушена. В средата на XII век след превземане на Йерусалим е построена нова църква, която по-късно също е унищожена.
От 1681 г. Гетсиманската градина е собственост на Ордена на францисканците, като от 1848 г. градината е оградена с тухлена стена.

## Храмове
В Гетсиманската градина се издигат три църкви.

### Църква на всички народи
След края на Първата световна война по време на Британския мандат в Палестина францисканците издигат Католическата църква на всички народи (1919-1924). Пред олтара ѝ е поставен камък, на който, според преданието, Иисус произнася своята молитва. Този християнски храм винаги тъне в полумрак в памет на събитията, разиграли се през нощта на Велики четвъртък срещу Разпети петък.

### Църква „Успение на Пресвета Богородица“
Северно от Гетсиманската градина се намира православна църква, посветена на Успение Богородично. Построена през XII век на мястото, където през 326 г. майката на император Константин Велики – Света Елена подига първата църква на мястото на Христовите страдания. Според легендата, тук са и гробовете на родителите на дева Мария – свети Йоаким и света Анна, както и на светията Йосиф. В най-ниската част на църквата е гробницата, където апостолите погребват Дева Мария. Гробницата е подигната по решение на Шестия вселенски събор (680/81). Тази църква е на Йерусалимска патриаршия и на арменската общност в Светия град.

### Църква „Св. Мария Магдалина“
Църквата „Света Мария Магдалина“ е на Руската православна църква. Построена е в годините 1885-1888 от император Александър III в памет на майка му, императрица Мария Александровна и посветена на вярната мироноска Мария Магдалина. Църквата е изградена в типичния за Москва руски архитектурен стил, увенчан с куполи под формата на луковици. Интериора на иконостаса е от бял мрамор с бронзови орнаменти, а подът е от цветен мрамор. В храма се съхраняват икони на Василий Верешчагин. Днес църквата е част от женския Гетсимански манастир на Витанската общност на Задграничната руска православна църква.

## Галерия
- Гетсиманската градина
- Църквата на всички народи
- Църква „Успение на Пресвета Богородица“
- Църква „Света Мария Магдалина“